# عمد (حضرموت)
منطقة عمد هي إحدى مدن حضرموت وعاصمة مديرية عمد الإدارية، وهي المنطقة التي يتسمى الوادي باسمها، ويوجد بها مجمع للدوائر الحكومية يضم مكاتب وزارة الصحة والسكان والتربية والتعليم والبريد والأحوال المدنية ومعسكر للأمن، كما يوجد بها مدرسة ثانوية (قضاعة) للبنين والبنات، ويوجد بها سوق عام تتوفر فيه كافة احتياجات أبناء الوادي.
وموقعها في الجانب الشرقي من الوادي ويسكنها: عوائل ( ال بن ماضي السادة آل الكاف والحامد وآل عطاس وآل مساوى وآل باعقيل) وقبيلة الباتيس. و آل باعشن وآل لحمدي وآل بن عثمان وآل باهادي وآل بارميم وآل باراجي وآل بشهر وآل بالصقع وآل باسنبل وآل العماري وآل بابريجة وآل بارفعة وآل برهوم وآل بلكبيش وآل دومان وآل بابكير وآل الحيك وآل بن خميّس وآل بامزاحم وآل باسلوم وآل بامزروع وآل باضاوي وكثير من العوائل التي هاجرت أو انقرضت، كما بلغ تعداد سكانها 2072 نسمة حسب الإحصاء الذي أجري عام 2004.
ومن ضواحي عمد منطقة حبب بشقيها الأعلى والاسفل وسكانها من الجعدة آل شملان